# Cheumatopsyche hoogstraali
Cheumatopsyche hoogstraali is een schietmot uit de familie Hydropsychidae. De soort komt voor in het Neotropisch en het Nearctisch gebied.